# Marine Corps Air Station New River
Base aéronavale de New River (USMC)
Le Marine Corps Air Station New River  ou MCAS New River ( IATA : NCA , ICAO : KNCA , FAA LID : NCA), est une base d'hélicoptères et de rotors basculants du Corps des Marines des États-Unis à Jacksonville, en Caroline du Nord , dans la partie orientale de l'État. En 1972, l'aérodrome a été nommé McCutcheon Field pour le général Keith B. McCutcheon (en), l'un des pères de l'aviation d'hélicoptères du Corps des Marines. Près de Marine Corps Base Camp Lejeune, il partage certaines installations avec le Camp Geiger (en).

## Historique

### MV-22 Osprey

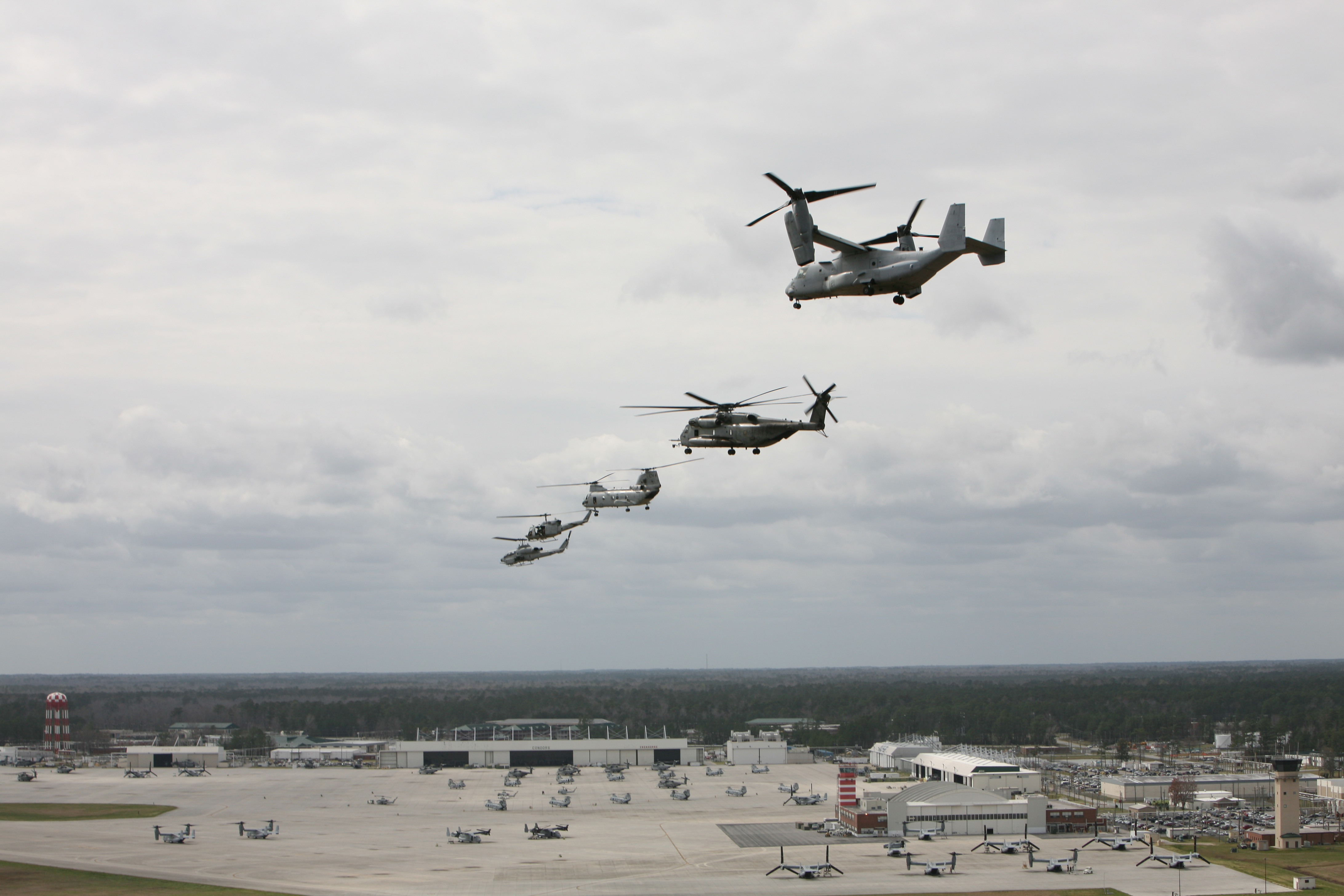
Formation de MV-22 Osprey au MCAS New River

La base a été la première base du Corps des Marines avec le nouveau MV-22 Osprey. Il a la capacité de voler comme un avion, de décoller et d'atterrir comme un hélicoptère. Le MV-22 a remplacé tous les CH-46E Sea Knights sur la côte est à l'exception du HMX-1 et du HMM-774. 
Il existe actuellement six escadrons opérationnels de MV-22 Osprey : VMM-261, VMM-263, VMM-162, VMM-365, VMM-266 et VMMT-204.